# Cascata dell'Aci
La cascata dell'Aci, detta anche cascata del Mulino o  – al plurale – cascatelle del Miuccio, è localizzata nella timpa di Acireale, presso Santa Maria la Scala, lungo la costa orientale della Sicilia.

## Descrizione
Localizzate all'interno della riserva naturale orientata La Timpa nonché del SIC "Timpa di Acireale" (ITA070004), le cascate del fiume Aci, di modeste dimensioni, costituiscono lo sbocco a mare del torrente a regime carsico identificato con ciò che rimane del corso d'acqua citato da Ovidio nel XIII libro de Le metamorfosi. Già menzionate da Camillo Camilliani nel XVI secolo insieme alle altre sorgenti poste nella zona della Timpa, le cascatelle si presentano sotto forma di rivoli che, attraverso grotte ricoperte da fitta vegetazione e canneti, si riversano direttamente sulla spiaggia del Mulino, caratterizzata da scogli e sassi arrotondati di pietra lavica (còculi in siciliano), per poi riversarsi in mare.
Nel 2003, il potenziamento di un impianto comunale di prelevamento acque ha condizionato il regolare flusso delle piccole cascate, causando la quasi totale scomparsa del salto d'acqua sulla spiaggia e compromettendo la presenza di alcuni rari anfibi, come il discoglosso dipinto (Discoglossus pictus).